# Enric Palomar
Enric Palomar (* 1964 in Badalona) ist ein spanischer Komponist.
Er absolvierte die Musikhochschule von Barcelona (Conservatorio Superior de Música de Barcelona) und vertiefte seine Kenntnisse bei Benet Casablancas und Joan Albert Amargós.
Sein Konzert Interludio alegórico, Hommage à Debussy für Flöte, Bratsche und Harfe wurde beim X. Kompositionswettbewerb der katalanischen Landesregierung mit dem Accessitpreis ausgezeichnet. Palomar schreibt zahlreiche Kammermusikwerke für verschiedene musikalische Ensembles. Hervorzuheben sind Ruleta, Oper zum Ausgang des Jahrhunderts, basierend auf einem Libretto von Anna Maria Moix und Rafael Sender, 1998 im Mercat de les Flors Barcelona uraufgeführt; sowie Juana, Oper über das Leben Johanna I. von Kastilien, basierend auf einem Libretto von Rebecca Simpson. Dieses Werk wurde 2005 von der Oper Halle uraufgeführt und anschließend im Teatre Romea Barcelona sowie im Staatstheater Darmstadt gespielt.
Das Gran Teatre del Liceu beauftragte Palomar mit der Komposition der Oper La cabeza del Bautista, basierend auf dem gleichnamigen Originaltext von Ramón Maria del Valle-Inclán, mit der er am 20. April 2009 im Opernhaus Barcelonas debütierte.
Im April 2011 wurde sein Konzert für Piano und Orchester vom Barcelona Symphony Orchestra (OCB) uraufgeführt. Im Juli desselben Jahres fand im Rahmen des Festival Internacional de Granada in den Gärten der Alhambra die Uraufführung seines neunzigminütigen Ballettwerks Negro-Goya statt. Ausführende waren das Ballet Nacional de España, mit Choreographie und Leitung von José Antonio, unter der Mitwirkung des Orquesta de la Ciudad de Granada, Leitung Josep Caballé-Domènech.
Des Weiteren komponiert, arrangiert und dirigiert Palomar Jazz- und Flamencomusik. Hervorzuheben sind seine Zigeunersuite Lorca al piano für vier Pianisten, Perkussion, zwei Opern- und zwei Flamencogesangsstimmen und Tanz, sowie die Vertonung der Poemas del exilio von Rafael Alberti, mit dem cantaor Miguel Poveda. 
Seine symphonische Dichtung mit Texten des argentinischen Dichters Juan Gelman wurde im Mai 2013 uraufgeführt.
Palomar ist künstlerischer Direktor der Musikhochschule Taller de Músics Barcelona.